# Robert Weber (Astronom)
| Entdeckte Asteroiden: 8 | Entdeckte Asteroiden: 8 |
| ----------------------- | ----------------------- |
| (8409) Valentaugustus   | 28. November 1995       |
| (11602) Miryang         | 28. September 1995      |
| (12005) Delgiudice      | 19. Mai 1995            |
| (23612) Ramzel          | 22. Januar 1996         |
| (26906) Rubidia         | 22. Januar 1996         |
| (37687) Chunghikoh      | 30. August 1995         |
| (39645) Davelharris     | 30. August 1995         |

Robert Weber (* 1926; † 2008) war ein US-amerikanischer Astronom und Asteroidenentdecker.
Er arbeitete zwischen 1962 und 1996 am Lincoln Laboratory des Massachusetts Institute of Technology. Dort entwickelte er kurz vor seiner Pensionierung im Jahre 1996 den Vorläufer des LINEAR-Projekts und entdeckte an der Lincoln Laboratory Experimental Test Site (ETS) in Socorro im US-Bundesstaat New Mexico zwischen 1995 und 1996 insgesamt acht Asteroiden.
Der Asteroid (6181) Bobweber wurde am 21. März 2008 nach ihm benannt.